# Busyconinae
Sous-famille
Busyconidae est une sous-famille de mollusques gastéropodes de l'ordre des Neogastropoda.

## Liste des genres
Selon World Register of Marine Species (11 février 2018) :
- genre Brachysycon Petuch, 1994 †
- genre Busycoarctum Hollister, 1958
- genre Busycon Röding, 1798
- genre Busycotypus Wenz, 1943
- genre Coronafulgur Petuch, 2004 †
- genre Fulguropsis Marks, 1950
- genre Laevisycon Petuch, R.F. Myers & Berschauer, 2015 †
- genre Lindafulgur Petuch, 2004
- genre Pyruella Petuch, 1982 †
- genre Sinistrofulgur Hollister, 1958
- genre Spinifulgur Petuch, 1994 †
- genre Sycofulgur Marks, 1950 †
- genre Sycopsis Conrad, 1867 †
- genre Turrifulgur Petuch, 1988 †

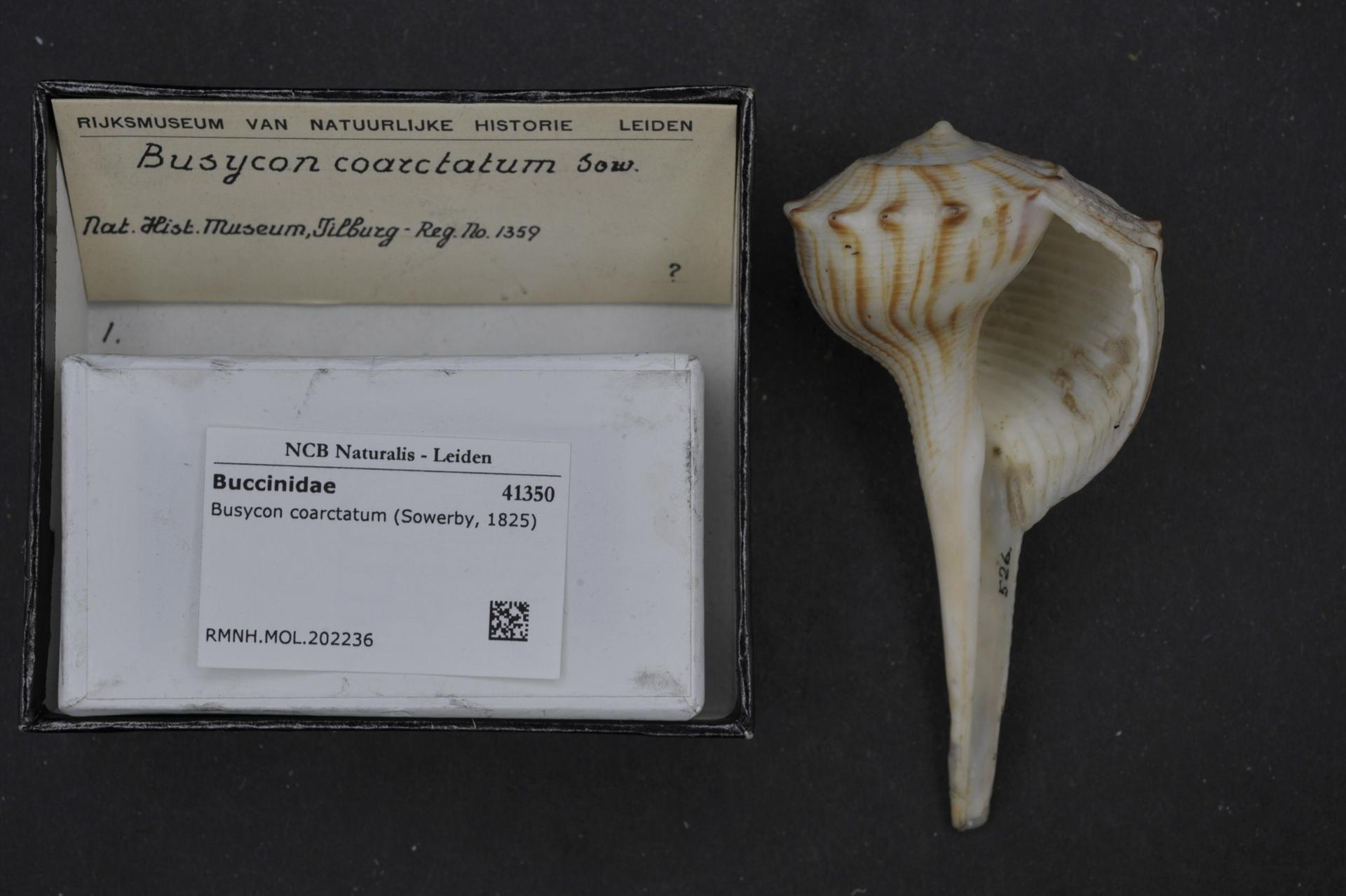
Busycoarctum coarctatum
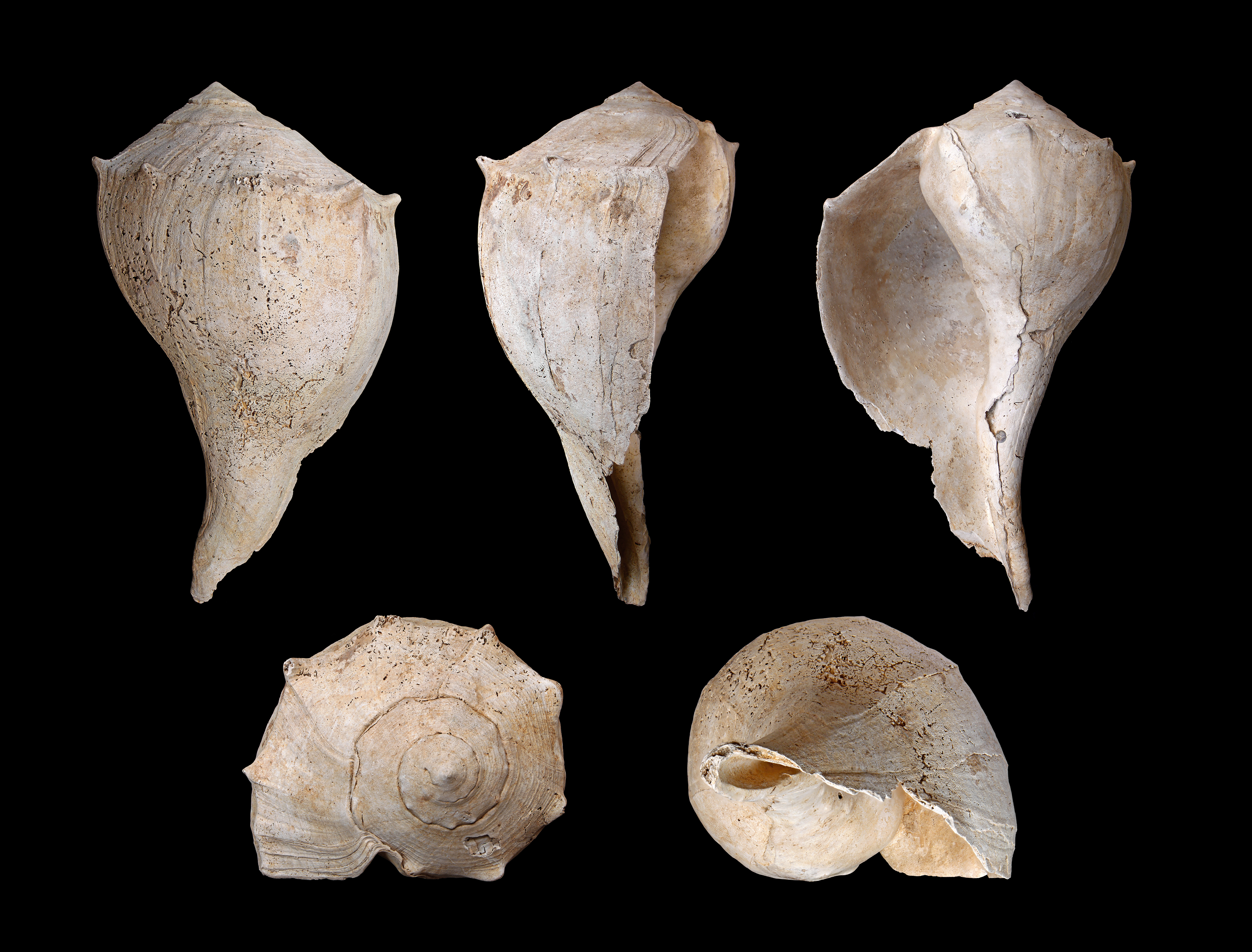
Busycon contrarium
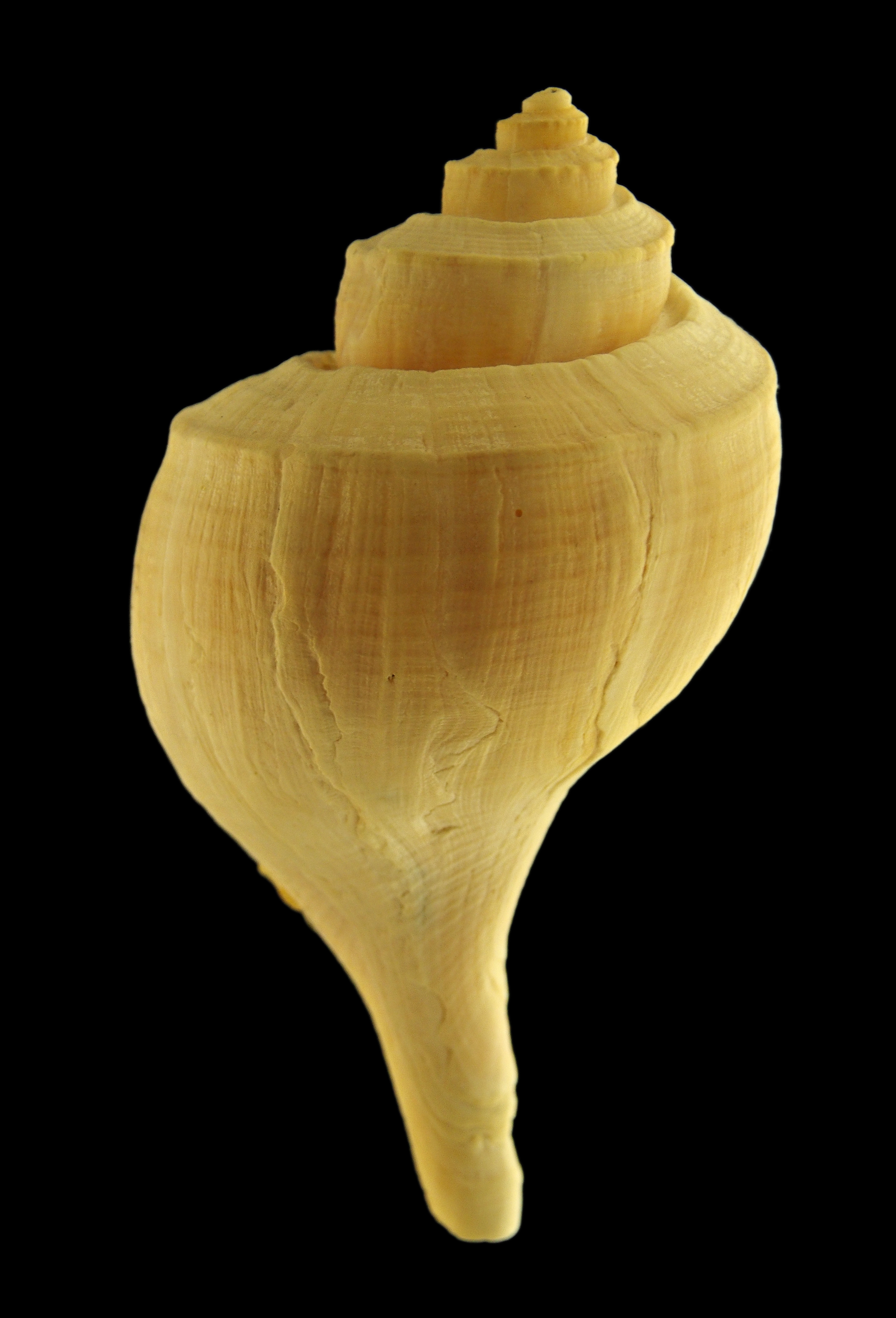
Busycotypus canaliculatus
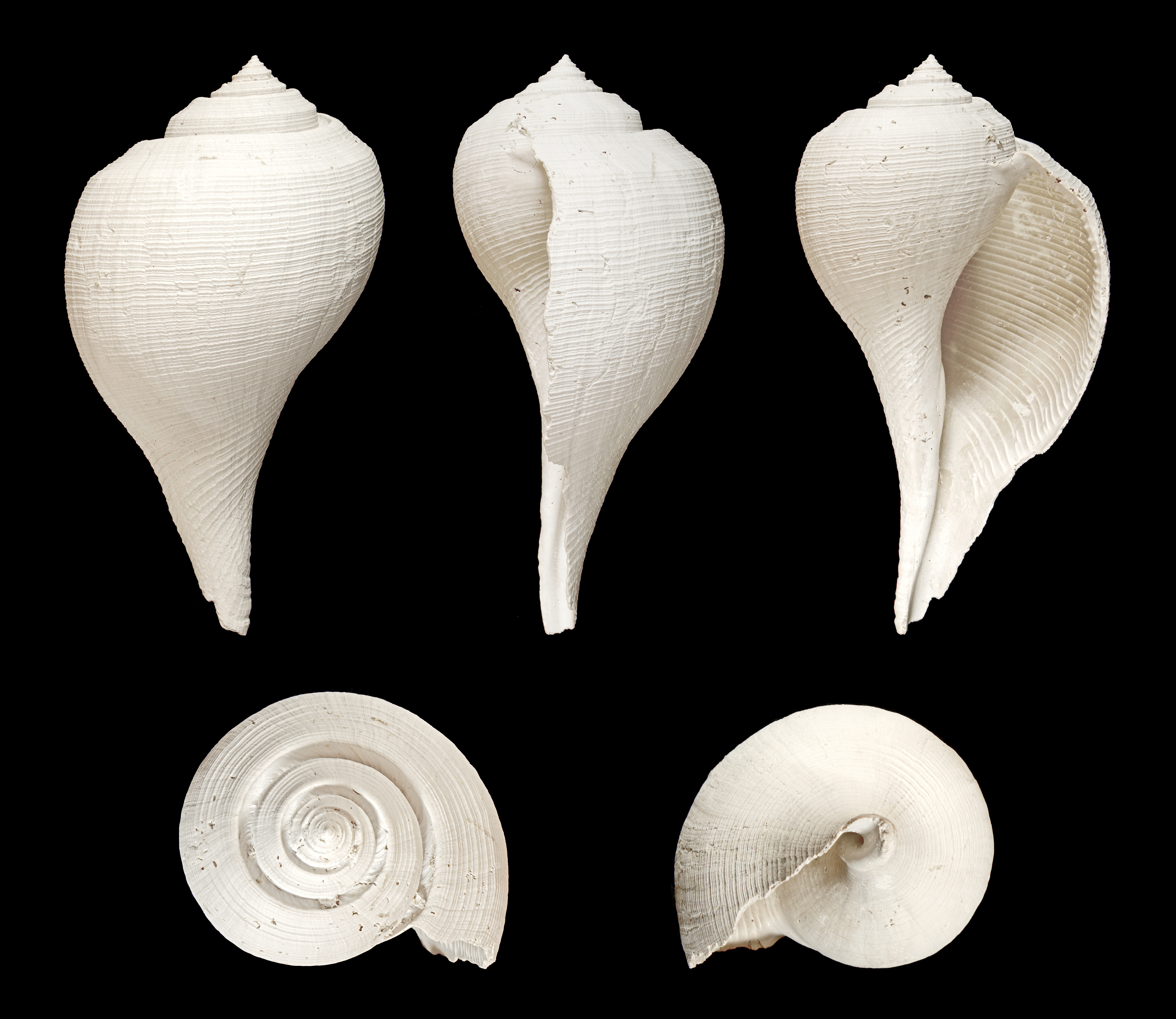
Fulguropsis radula (fossile)
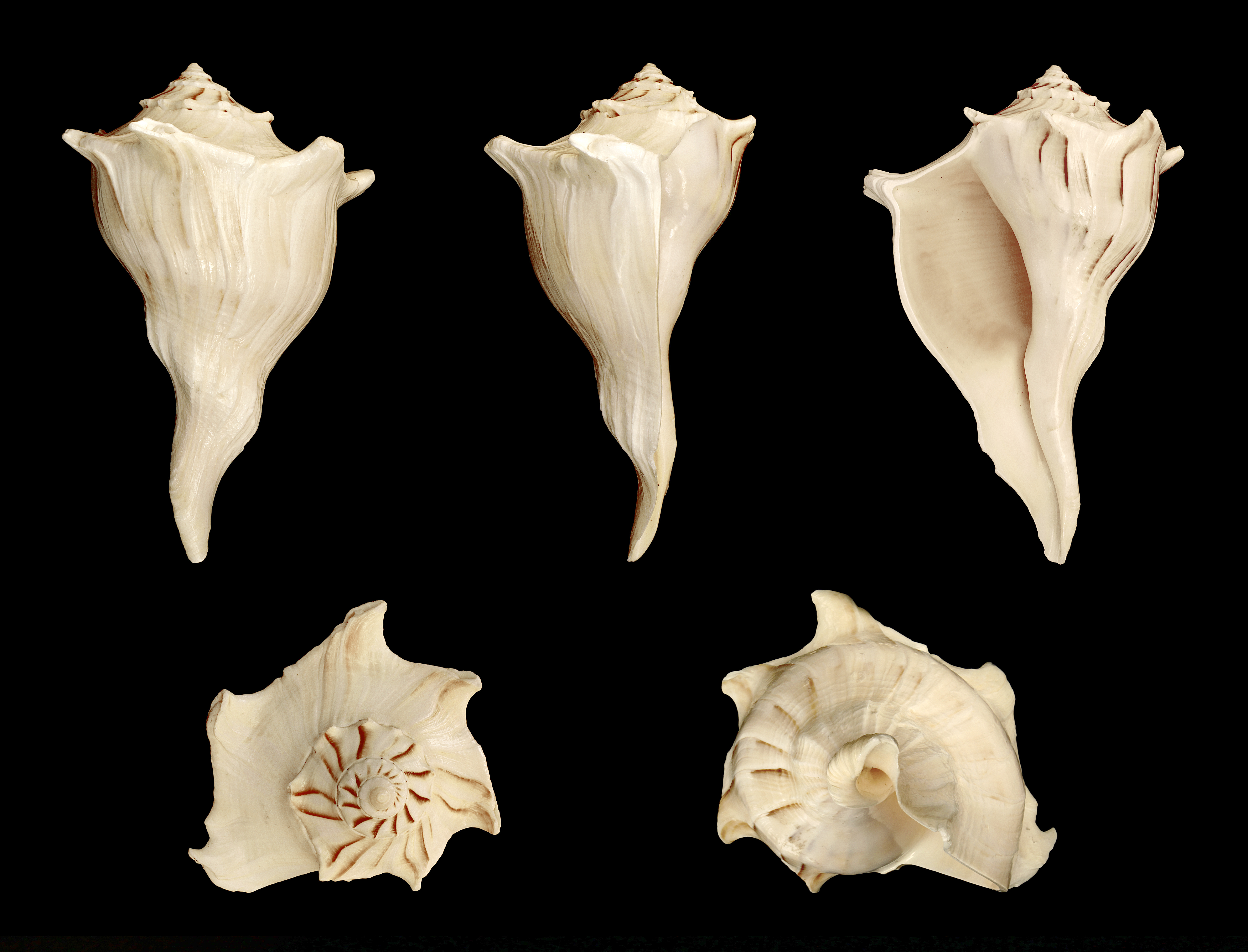
Sinistrofulgur perversum